# Бингем, Марго
Марго́ Би́нгем (англ. Margot Bingham) — американская актриса и певица.
Бингем родилась и выросла в Питтсбурге, штат Пенсильвания, и окончила Филадельфийскую школу творческих и театральных искусств. В 2010 году она переехала в Нью-Йорк, где начала выступать на театральной сцене и работать певицей в кафе. В следующем году она появилась в возрождении бродвейского мюзикла «Богема». В 2013 году Бингем получила второстепенную роль джазовой певицы 1920-х годов в сериале HBO «Подпольная империя», которая принесла ей похвалу от критиков. В 2014 году у неё была второстепенная роль в недолго просуществовавшем сериале El Rey Network «Матадор».
В 2015 году Бингем получила одну из трёх ведущих ролей в сериале ABC «Семья», созданном Дженной Бэнс. Следом она получила основную женскую роль в кинофильме «Парикмахерская 3»
В 2021 году она снялась в одной из главных ролей в последнем 11-м сезоне телесериала «Ходячие мертвецы».

## Фильмография
| Год         | Название на русском | Название на английском              | Роль                                                                                                   | Примечания                                                                                            |  |
| ----------- | ------------------- | ----------------------------------- | --- | --- |  |
| 2013        | Везунчик            | Golden Boy                          | Полицейский                                                                                            | Эпизод: «Next Question»                                                                               |  |
| 2013        | Горящая синева      | Burning Blue                        | Девон                                                                                                  | |  |
| 2014        | Жуть!               | Fugly!                              | Черная девушка                                                                                         | |  |
| 2013-2014   | Подпольная империя  | Boardwalk Empire                    | Дочь Мейтленд                                                                                          | 11 эпизодов Номинация — Премия Гильдии актёров США за лучший актёрский состав в драматическом сериале |  |
| 2014        | Матадор             | Matador                             | Эбигейл "Билли" Фишер                                                                                  | 6 эпизодов                                                                                            |  |
| 2015        |                     | Destined                            | Майя                                                                                                   | |  |
| 2015        |                     | The Erotic Fire of the Unattainable | Альма                                                                                                  | |  |
| 2015        |                     | Her Composition                     | Джила                                                                                                  | |  |
| 2016        | Семья               | The Family                          | Нина Мэйер                                                                                             | Регулярная роль, 12 эпизодов                                                                          |  |
| 2016        | Парикмахерская 3    | Barbershop: The Next Cut            | Бри | |  |
| 2018 - 2021 | Новый Амстердам     | New Amsterdam                       | Иви Гаррисон                                                                                           | Эпизодическая роль (3 сезона)                                                                         |  |
| 2019 - 2022 | Ходячие мертвецы    | The Walking Dead                    | Максин «Макс» Мёрсер, личная помощница Памелы Милтон, и «Стефани», которая общалась с Юджином по радио | Озвучивала голос Стефани по рации (9 и 10 сезон), главная роль 11 сезон                               |  |